# Łunin (gmina)
Łunin – dawna gmina wiejska istniejąca do 1928 roku w woj. poleskim II Rzeczypospolitej (obecnie na Białorusi). Siedzibą władz gminy był Łunin.
Początkowo gmina należała do powiatu pińskiego. 7 listopada 1920 r. została przyłączona do nowo utworzonego powiatu łuninieckiego pod Zarządem Terenów Przyfrontowych i Etapowych. 19 lutego 1921 r. wraz z całym powiatem weszła w skład nowo utworzonego województwa poleskiego.
Gminę zniesiono 18 kwietnia 1928 roku, a jej obszar włączono do gminy Czuczewicze oraz do nowo utworzonej gminy Łuniniec.